# Nicola Consoni
Nicola Consoni ( Ceprano en la Provincia de Frosinone, en la región de Lazio, 1814 - Roma, 1884) fue un pintor italiano, principalmente de temas sagrados e históricos. 
En Perugia, fue alumno de Giovanni Sanguinetti en la Academia, pero luego se mudó a Roma y se unió al estudio de Tommaso Minardi y más tarde a Pio Joris.  En Roma, el papa Pío IX le encargó que pintara algunas de las logias del segundo palacio del Vaticano y la biblioteca del Vaticano. Los frescos representan escenas del Nuevo Testamento. También diseñó los mosaicos, hechos en estilo cristiano primitivo deliberadamente para la fachada de la reconstruida Basílica de San Pablo Extramuros. Pintó algunos de los frescos de la nave central. Completó algunas restauraciones, incluidos los frescos de Rafael en la iglesia de San Severo de Perugia. También ayudó a restaurar mosaicos en el ábside de la Basílica de San Giovanni Laterano.

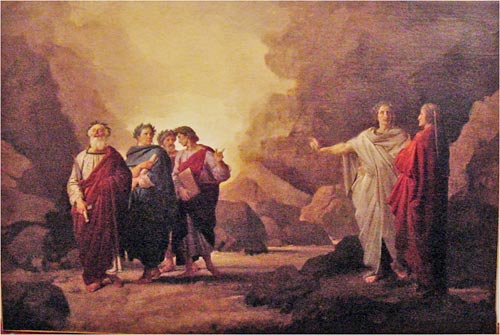
Dante en el limbo (c.1850). Las figuras a la izquierda son Homero, Horacio, Ovidio y Lucano.

También recibió encargos de la reina Victoria para pintar el retablo, que representa la Resurrección y pechinas con los evangelistas en su mausoleo real en Frogmore en el Home Park, Windsor.  Todo se completó en un estilo neoclásico que recuerda a Rafael. 
Tenía una comisión de Monseñor Josip Juraj Strossmayer, obispo de Diakovar (1849-1905), para pintar un Cristo y una Inmaculada Concepción  para su Catedral, ahora en Croacia.  Durante muchos años, vivió en el Palazzo Campanari en el Rione de Ripetta, Roma. 
Consoni recibió la Orden de la Corona de Italia y la Orden de San Esteban.  Se convirtió en miembro honorario de muchas sociedades artísticas y fue presidente de la Accademia di San Luca en Roma.